# Fluid incompressible
Es diu fluid incompressible quan el volum d'un fluid roman constant sota l'acció d'una pressió externa.
Flux incompressible no implica que el fluid en ell mateix sigui incompressible. Flux incompressible implica que la densitat romangui constant dins una parcel·la de fluid que es mou amb la velocitat del fluid.

## Existència
De fet, tots els fluids són compressibles, alguns més que d'altres. La compressibilitat d'un fluid mesura la variació del volum d'una certa quantitat de fluid quan està subjecte a la pressió exterior. La compressibilitat de l'aigua (i de tots els líquids) és molt feble. Es pot per exemple, utilitzar una xeringa sense agulla, omplir-la amb aigua i tapar l'obertura amb el polze i aleshores no es podrà moure el pistó.

## En forma matemàtica
Per simplificar les equacions de la mecànica de fluids, sovint s'assumeix que els líquids són incompressibles. Això és vàlid en el cas en què el nombre de Mach del flux sigui baixa. En termes matemàtics, la incompressibilitat es tradueix per una massa volúmica constant:
{\displaystyle \rho =\rho _{0}={\textrm {constant}}}
L'equació de conservació de les masses pren aleshores una forma simple:
sota la forma integral sobre una superfície tancada :
{\displaystyle \iint _{S}{\vec {v}}\cdot {\vec {n}}\mathrm {d} S=0}

que indica la igualtat dels volums que entren i que surten
Sota forma local,
{\displaystyle \mathrm {div} {\vec {v}}=0}
L'última propietat del camp de velocitat és fonamental i permet l'ús d'un gran nombre d'eines matemàtiques. Mostra en particular que en les geometries bidimensionals o cilíndriques el camp de velocitates pot escriure aleshores com la rotacional d'una funció de corrent.
Més concretament, la incompressibilitat d'un fluid implica que el dèbit volúmi {\displaystyle vS} dins una conducció de secció variable {\displaystyle S} és constant. En una contracció, la velocitat augmenta, en una expansió aquesta disminueix. El teorema de Bernoulli mostra aleshores que la pressió disminueix en una contracció. És l'efecte Venturi, que s'aplica per exemple en la bomba d'aigua, dispositiu utilitzat per a crear un buit parcial en un recipient.

## Cas dels gasos
La suposició de fluid incompressible pot ser utilitzada per als fluxos de gas, sempre que el nombre de Mach sigui feble.